# Station Milcza
Station Milcza is een spoorwegstation in de Poolse plaats Milcza.